# Синдром Маллори — Вейсса
Синдром Мэ́ллори — Ве́йсса (по МКБ-10: желудочно-пищеводный разрывно-геморрагический синдром) — образование острых линейных разрывов слизистой оболочки брюшного отдела пищевода и кардиального отдела желудка при рецидивирующей рвоте, сопровождающиеся кровотечением.

## История
Состояние было впервые описано в 1929 г. Мэллори и Вейссом у 15 больных алкоголизмом.

## Этиология
Причиной разрывов, как правило, является многократная рвота, сопровождающаяся повышением внутрижелудочного или внутрибрюшного давления, а также кардиоэзофагеальным спазмом. Эта патология часто связана с алкоголизмом и булимией, кроме того есть некоторые доказательства того, что наличие грыжи пищевода является предрасполагающим условием к развитию синдрома. Сильная рвота вызывает разрыв слизистой оболочки. Разрыв включает слизистую и подслизистую оболочки, но не мышечный слой (в отличие от синдрома Бурхаве, который включает в себя все слои).

## Факторы риска
Факторами риска являются:
- хронические воспалительные заболевания верхнего отдела пищеварительного тракта (эзофагит, хронический гастрит, язвы пищевода и кардиального отдела желудка);
- употребление алкоголя;
- беременность;
- сильный кашель;
- грыжа пищеводного отверстия диафрагмы;
- портальная гипертензия[3].

## Клиническая картина
Возникает рвота кровью. Кровотечение редко бывает интенсивным. Также может проявляться в виде мелены.

## Стадии
Выделяют 4 стадии в зависимости от глубины разрывов:
1. стадия — разрыв слизистой оболочки нижней трети пищевода, кардио-эзофагиального перехода;
2. стадия — разрыв слизистой оболочки и подслизистого слоя;
3. стадия — разрыв с вовлечением циркулярного мышечного слоя. Зона разрыва не спазмируется, не смыкается, интенсивное кровотечение;
4. стадия — разрыв всех слоев пищевода, кардиоэзофагиального перехода, сопровождается перитонитом, медиастинитом, пневмотораксом[4].

## Диагностика
Диагноз уточняют при эндоскопическом исследовании, в процессе которого, как правило, удаётся надёжно остановить кровотечение.
Дифференциальный диагноз проводится с лёгочным кровотечением, кровавой пеной при сердечной астме переходящей в отёк лёгких.

## Лечение
В большинстве случаев кровотечение прекращается самостоятельно в течение 24—48 часов. Чаще всего достаточно консервативного лечения: применяют холод, антациды, стимуляторы свёртывающей системы крови, аминокапроновую кислоту внутрь. Зонд Блэкмора не применяется, так как увеличивает размер трещин. По «Скорой помощи» таких пациентов госпитализируют в хирургическое отделение или ОРИТ.
Иногда требуется эндоскопическое лечение. При невозможности эндоскопической остановки кровотечения или его рецидивах показано оперативное вмешательство — гастротомия, прошивание разрывов слизистой оболочки кардиального отдела желудка, иногда дополнительно перевязывают левую желудочную артерию.
Летальный исход происходит редко.